# Pergalumna corniculata
Pergalumna corniculata är en kvalsterart som först beskrevs av Berlese 1905.  Pergalumna corniculata ingår i släktet Pergalumna och familjen Galumnidae. Inga underarter finns listade i Catalogue of Life.